# Raionul Borîspil, Kiev
Borîspil (în ucraineană Бориспільський район, transliterat: Borîspilskîi raion) este un raion în regiunea Kiev, Ucraina. Are reședința la Borîspil.
Are o suprafață de 3.874,9 km². Populația este de 203.700 locuitori, determinată în 2020.